# Ramon Llull (Ribalta)
Ramon Llull és una pintura de Francesc Ribalta datada cap a 1620. Va ser adquirit el 1944 i actualment forma part de la col·lecció permanent del Museu Nacional d'Art de Catalunya.

## Descripció
Sobre fons obscur apareix el perfil d'un ancià en tres quarts meditant amb un escrit entre les mans. Vesteix de negre, amb coll i bocamànigues blancs, i està assegut en una cadira de braços a penes visible davant un escriptori. Un reflex de llum ressalta la pell de la cara torrada i les arrugues del rostre, i il·lumina les mans, el blanc del cabell, la barba, els fulls de paper i els llibres que hi ha damunt la taula.

## Anàlisi
Es tracta d'un retrat imaginari allunyat de l'exaltació hagiogràfica, més aviat la imatge d'un filòsof que la d'un sant. La inscripció del revers identifica el personatge amb Ramon Llull, el místic mallorquí que va utilitzar per primer cop el català escrit per al pensament filosòfic, i relaciona el quadre amb el que consta a l'inventari de Gaspar Méndez de Haro y Guzmán: «Un lienzo de cinco quartas de alto. Retrato de Raimundio Lulio, original de Francisco Ribalta.» Anteriorment atribuït a Velázquez, tant el concepte com la factura pictòrica són de difícil comprensió en la producció primerenca de Francesc Ribalta, per la qual cosa caldria pressuposar una assimilació del caravaggisme en l'estil madur de l'artista i el coneixement dels filòsofs que va pintar Josep de Ribera. Sigui com vulgui, es tracta d'una atmosfera igual a la que va impregnar els inicis del jove Diego Velázquez a la seva Sevilla natal. Així doncs, ens trobem davant una peça d'un alt interès, punt de referència per entendre l'expansió i assimilació del naturalisme en la pintura hispànica del Segle d'or espanyol.